# 华盛顿纪念碑 (巴尔的摩)

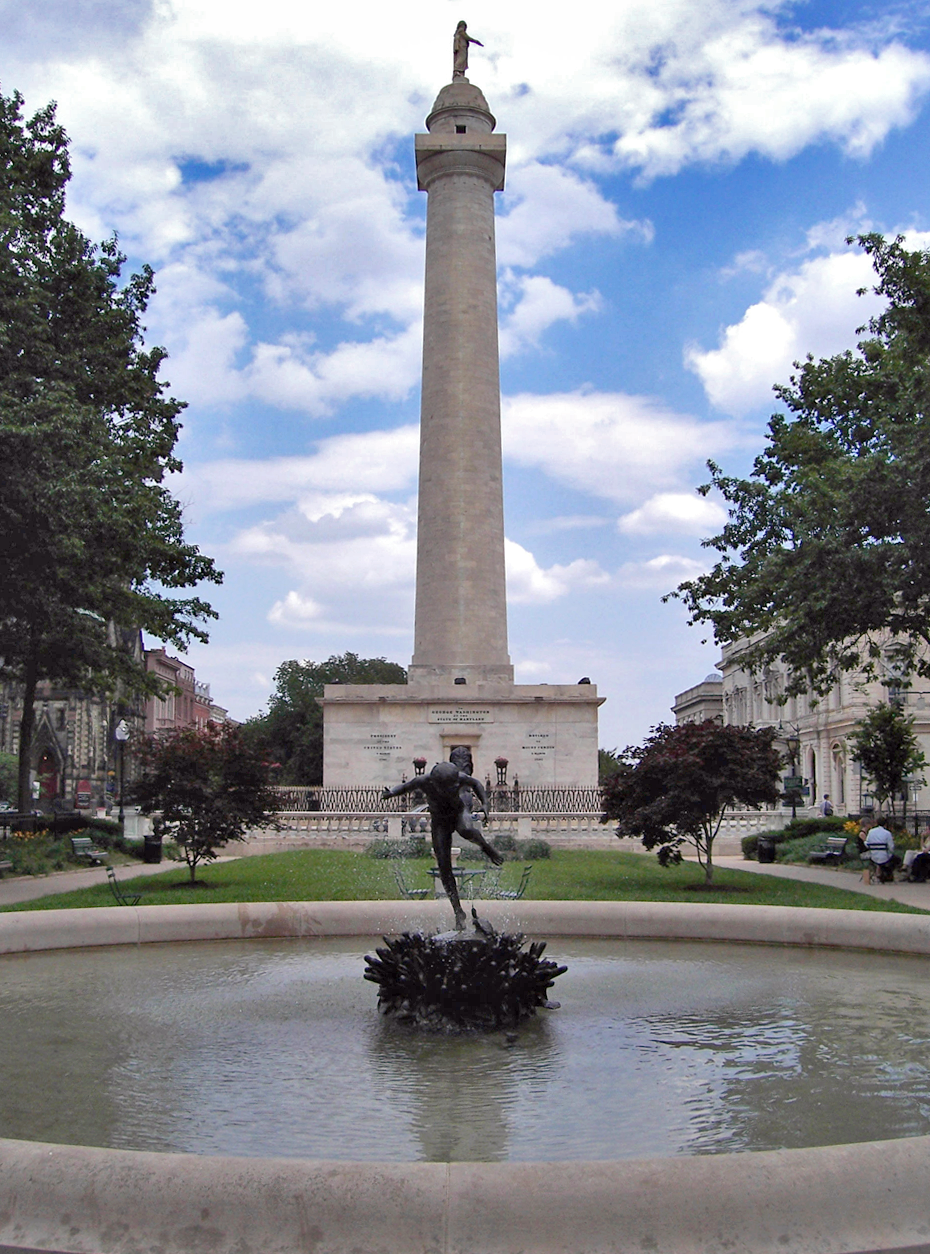

华盛顿纪念碑（Washington Monument）位于美国马里兰州巴尔的摩市中心以北的弗农山-贝尔维迪尔街区（Mount Vernon-Belvedere），弗农山广场（Mount Vernon Place）和华盛顿广场 （Washington Place）十字中心的城市广场。这是第一个纪念乔治·华盛顿 (1732–1799)的重要纪念碑，用白色大理石建造，高178英尺8英寸（54.46）。

## 历史
华盛顿纪念碑于1815年开工建造，完成于1829年，是一根宏伟的多立克圆柱，由美国建筑师罗伯特米尔斯（Robert Mills，1781–1855）设计，他后来又设计了华盛顿哥伦比亚特区国家广场（National Mall）的华盛顿纪念碑。

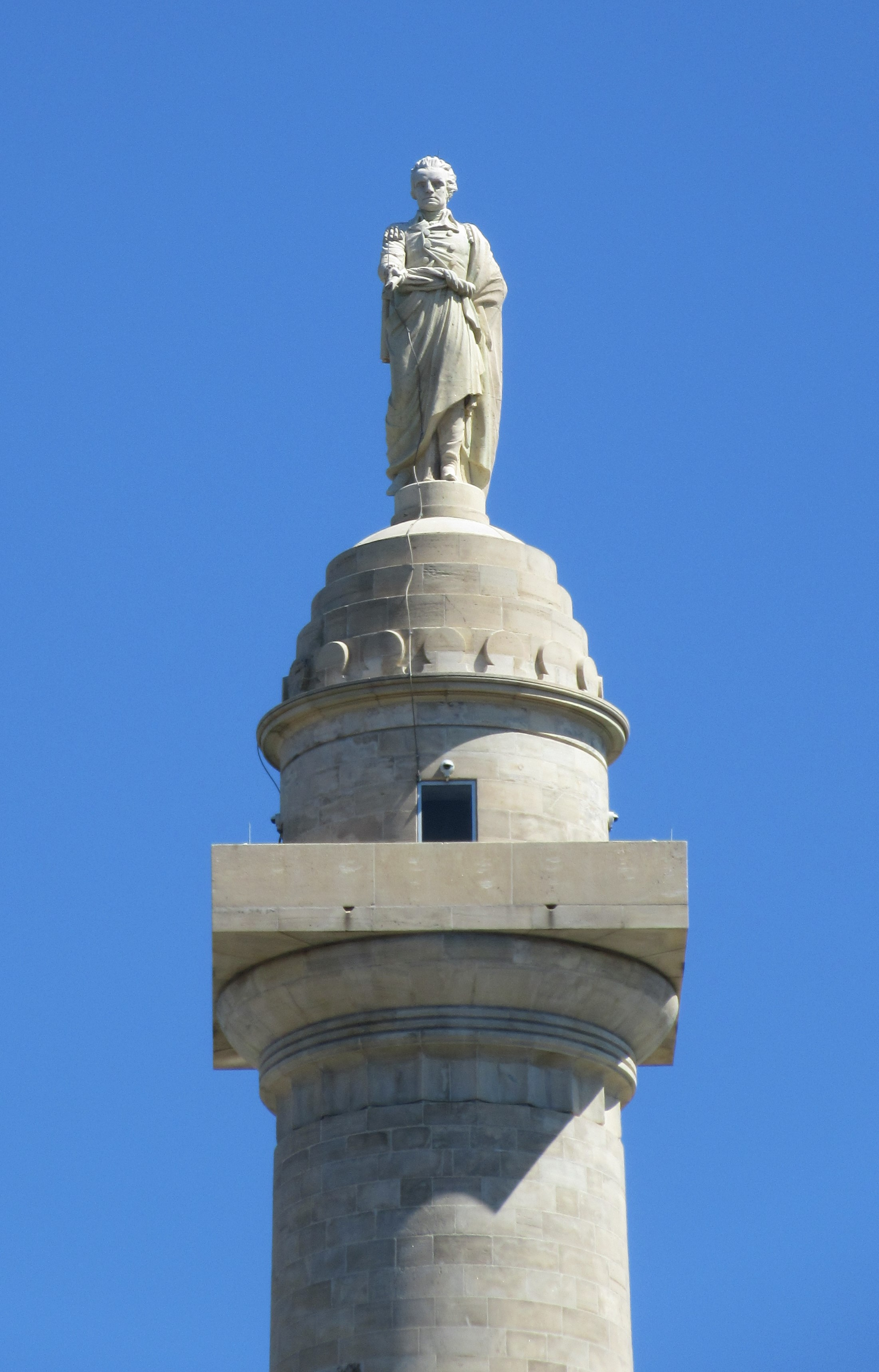

华盛顿纪念碑位于弗农山广场公共广场的核心，那里也是1971年弗农山广场国家历史地标区的中心。 这个历史区又位于弗农山街区以及巴尔的摩国家遗产区（Baltimore National Heritage Area）内。